# Campeonato Mundial de Natação em Piscina Curta de 2018 - 200 m peito feminino
A prova dos 200 metros nado peito feminino do Campeonato Mundial de Natação em Piscina Curta de 2018 foi disputado no dia 16 de dezembro de 2018, no Hangzhou Sports Park Stadium, em Hangzhou, na China. 

## Recordes
Antes desta competição, os recordes mundiais e do campeonato nesta prova eram os seguintes:
|                       | Nome                  | Nacionalidade  | Tempo   | Local      | Data                   |
| --------------------- | --------------------- | -------------- | ------- | ---------- | ---------------------- |
| Recorde mundial       | Rebecca Soni          | Estados Unidos | 2:14.57 | Manchester | 18 de dezembro de 2009 |
| Recorde do campeonato | Rikke Møller Pedersen | Dinamarca      | 2:16.08 | Istambul   | 16 de dezembro de 2012 |

## Medalhistas
| Ouro              | Prata               | Bronze               |
| Annie Lazor (USA) | Bethany Galat (USA) | Fanny Lecluyse (BEL) |

## Resultados

### Eliminatórias
As eliminatórias ocorreram dia 16 de dezembro com um total de 32 nadadoras. 
| Colocação | Bateria | Raia | Nadadora                | Nacionalidade  | Tempo   | Notas |
| --------- | ------- | ---- | ----------------------- | -------------- | ------- | ----- |
| 1         | 2       | 7    | Annie Lazor             | Estados Unidos | 2:18.99 | Q     |
| 2         | 2       | 5    | Fanny Lecluyse          | Bélgica        | 2:20.31 | Q     |
| 3         | 2       | 4    | Mariia Temnikova        | Rússia         | 2:20.38 | Q     |
| 4         | 2       | 2    | Bethany Galat           | Estados Unidos | 2:20.58 | Q     |
| 5         | 4       | 3    | Yu Jingyao              | China          | 2:20.66 | Q     |
| 6         | 4       | 4    | Ye Shiwen               | China          | 2:20.73 | Q     |
| 7         | 3       | 4    | Jessica Vall            | Espanha        | 2:21.12 | Q     |
| 8         | 2       | 3    | Marina García Urzainqui | Espanha        | 2:21.22 | Q     |
| 9         | 4       | 5    | Miho Takahashi          | Japão          | 2:21.37 |       |
| 10        | 3       | 3    | Runa Imai               | Japão          | 2:21.85 |       |
| 11        | 3       | 6    | Jenna Strauch           | Austrália      | 2:22.12 |       |
| 12        | 3       | 5    | Vitalina Simonova       | Rússia         | 2:22.38 |       |
| 13        | 4       | 2    | Jessica Hansen          | Austrália      | 2:23.36 |       |
| 14        | 2       | 6    | Julia Sebastián         | Argentina      | 2:24.08 |       |
| 15        | 3       | 1    | Jenna Laukkanen         | Finlândia      | 2:24.12 |       |
| 16        | 4       | 1    | Andrea Podmaníková      | Eslováquia     | 2:24.30 |       |
| 17        | 4       | 8    | Fantine Lesaffre        | França         | 2:25.07 |       |
| 18        | 4       | 7    | Raquel Gomes Pereira    | Portugal       | 2:25.28 |       |
| 19        | 3       | 0    | Maria Romanjuk          | Estónia        | 2:25.83 |       |
| 20        | 2       | 0    | Kristýna Horská         | Chéquia        | 2:26.17 |       |
| 21        | 3       | 9    | Niamh Coyne             | Irlanda        | 2:26.64 |       |
| 22        | 4       | 0    | Viktoriya Zeynep Güneş  | Turquia        | 2:26.82 |       |
| 23        | 3       | 7    | Lisa Mamie              | Suíça          | 2:26.84 |       |
| 24        | 3       | 8    | Ciara Smith             | Nova Zelândia  | 2:28.12 |       |
| 25        | 1       | 3    | Rebecca Kamau           | Quênia         | 2:29.49 |       |
| 26        | 3       | 2    | Emily Visagie           | África do Sul  | 2:31.30 |       |
| 27        | 2       | 1    | Lin Pei-wun             | Taipé Chinesa  | 2:31.32 |       |
| 28        | 1       | 4    | Alexandra Schegoleva    | Chipre         | 2:32.83 |       |
| 29        | 4       | 9    | Lam Hoi Kiu             | Hong Kong      | 2:33.08 |       |
| 30        | 1       | 5    | Elisa Funes             | El Salvador    | 2:38.43 |       |
| 31        | 2       | 8    | Cornelia Pammer         | Áustria        | DNS     |       |
| 31        | 4       | 6    | Jessica Steiger         | Alemanha       | DNS     |       |

### Final
A final foi realizada em 16 de dezembro. 
| Colocação         | Raia | Nadadora                | Nacionalidade  | Tempo   | Notas |
| ----------------- | ---- | ----------------------- | -------------- | ------- | ----- |
| Medalha de ouro   | 4    | Annie Lazor             | Estados Unidos | 2:18.32 |       |
| Medalha de prata  | 6    | Bethany Galat           | Estados Unidos | 2:18.62 |       |
| Medalha de bronze | 5    | Fanny Lecluyse          | Bélgica        | 2:18.85 |       |
| 4                 | 2    | Yu Jingyao              | China          | 2:19.20 |       |
| 5                 | 1    | Jessica Vall            | Espanha        | 2:19.37 |       |
| 6                 | 7    | Ye Shiwen               | China          | 2:19.52 |       |
| 7                 | 3    | Mariia Temnikova        | Rússia         | 2:19.58 |       |
| 8                 | 8    | Marina García Urzainqui | Espanha        | 2:20.33 |       |

Legenda
| Recorde mundial       | Recorde mundial (World record)               |                       | Recorde africano                      | Recorde africano (African) |                                           | Q | Classificado por posição (Qualified) |
| Recorde do campeonato | Recorde do campeonato (Championship record)  | Recorde da América    | Recorde da América (Americas)         | q                          | Classificado por melhor tempo (Qualified) |   |                                      |
| Melhor marca do ano   | Melhor marca do ano (World leading)          | Recorde asiático      | Recorde asiático (Asian)              | DNS                        | Não largou (Did not start)                |   |                                      |
| Recorde nacional      | Recorde nacional (National record)           | Recorde europeu       | Recorde europeu (European)            | DNF                        | Não terminou (Did not finish)             |   |                                      |
| Recorde pessoal       | Recorde pessoal do atleta (Personal best)    | Recorde da Oceania    | Recorde da Oceania (Oceania)          | DSQ / DQ                   | Desclassificado (Disqualified)            |   |                                      |
| Recorde da temporada  | Recorde da temporada do atleta (Season best) | Recorde sul-americano | Recorde sul-americano (South America) | NM                         | Sem marca (No mark)                       |   |                                      |